# مسجد و آب‌انبار چهارکوچه
مسجد و آب‌انبار چهار ک مربوط به دوره ایلخانی است و در یزد، محله چهار کوچه، بلوار بسیج واقع شده و این اثر در تاریخ ۷ مهر ۱۳۸۱ با شمارهٔ ثبت ۶۳۲۶ به‌عنوان یکی از آثار ملی ایران به ثبت رسیده است.